# Javonte Green
Javonte Damar Green (Petersburg, 23 luglio 1993) è un cestista statunitense naturalizzato montenegrino.
È soprannominato Space Jav .
Gioca per i Detroit Pistons

## Carriera

### Club
Ha giocato per quattro anni in NCAA con la maglia del Radford Highlanders. Nel settembre 2015 firma il suo primo contratto da professionista firmando in terza divisione spagnola nella Liga LEB Plata con la maglia del Marin Peixe Galego. Con il club galiziano ha disputato una grande stagione, conquistando la vittoria del campionato (record 20-6) ed ottenendo il titolo di MVP.
Nell'estate 2016 ha firmato un contratto con la Pallacanestro Trieste società di Legadue.
Il 16 giugno 2018 viene promosso con la squadra giuliana in Serie A, dopo dei playoff in cui risulta il miglior giocatore fra le file triestine con il picco di Gara 1 e Gara 2 delle semifinali contro Treviso, dove mantiene l'impressionante media di 30 punti a partita corredati da svariati rimbalzi e falli subiti.
Il 25 luglio 2018, Green lascia l'Italia e firma un contratto annuale con il Ratiopharm Ulm, squadra tedesca che milita nel massimo campionato tedesco.
Nell'autunno 2019 firma per i Boston Celtics.
Il 25 marzo 2021 viene scambiato ai Chicago Bulls.

### Nazionale
Con la nazionale del Montenegro ha debuttato il 24 novembre 2017 contro la Spagna in una partita valida alle qualificazioni mondiali 2019.

## Statistiche

### NCAA
| Anno      | Squadra           | PG  | PT  | MP   | TC%  | 3P%  | TL%  | RP  | AP  | PRP | SP  | PP   |
| --------- | ----------------- | --- | --- | ---- | ---- | ---- | ---- | --- | --- | --- | --- | ---- |
| 2011-2012 | Radford Highland. | 32  | 22  | 22,0 | 46,7 | 19,4 | 61,8 | 6,7 | 0,6 | 1,4 | 0,5 | 10,2 |
| 2012-2013 | Radford Highland. | 32  | 32  | 27,7 | 50,4 | 19,2 | 59,2 | 8,1 | 1,3 | 2,1 | 0,7 | 14,6 |
| 2013-2014 | Radford Highland. | 35  | 34  | 25,6 | 54,8 | 34,3 | 68,6 | 8,1 | 1,1 | 1,9 | 0,6 | 16,9 |
| 2014-2015 | Radford Highland. | 34  | 34  | 26,2 | 54,4 | 11,1 | 69,7 | 9,0 | 1,3 | 1,9 | 0,9 | 15,4 |
| Carriera  | Carriera          | 133 | 122 | 25,4 | 51,9 | 23,8 | 65,6 | 8,0 | 1,1 | 1,8 | 0,7 | 14,4 |

#### Massimi in carriera
- Massimo di punti: 33 vs Charleston Southern (5 febbraio 2014)[8]
- Massimo di rimbalzi: 19 vs Longwood (10 febbraio 2016)
- Massimo di assist: 5 (2 volte)
- Massimo di palle rubate: 6 vs Hampton (28 novembre 2012)
- Massimo di stoppate: 4 vs Coastal Carolina (25 gennaio 2014)
- Massimo di minuti giocati: 41 vs Gardner-Webb (8 gennaio 2015)

### NBA

#### Regular Season
| Anno      | Squadra             | PG  | PT | MP   | TC%  | 3P%  | TL%  | RP  | AP  | PRP | SP  | PP   |
| --------- | ------------------- | --- | -- | ---- | ---- | ---- | ---- | --- | --- | --- | --- | ---- |
| 2019-2020 | Boston Celtics      | 48  | 2  | 9,7  | 50,0 | 27,3 | 66,7 | 1,9 | 0,5 | 0,5 | 0,2 | 3,4  |
| 2020-2021 | Boston Celtics      | 25  | 2  | 13,8 | 54,9 | 31,8 | 66,7 | 2,1 | 0,4 | 0,7 | 0,1 | 4,2  |
| 2020-2021 | Chicago Bulls       | 16  | 0  | 8,0  | 45,2 | 37,5 | 100  | 1,2 | 0,4 | 0,6 | 0,3 | 2,6  |
| 2021-2022 | Chicago Bulls       | 65  | 45 | 23,4 | 54,2 | 35,6 | 83,3 | 4,2 | 0,9 | 1,0 | 0,5 | 7,2  |
| 2022-2023 | Chicago Bulls       | 32  | 1  | 15,0 | 56,5 | 37,1 | 66,7 | 2,8 | 0,7 | 0,8 | 0,7 | 5,2  |
| 2023-2024 | Chicago Bulls       | 9   | 5  | 25,6 | 60,0 | 37,0 | 76,9 | 7,4 | 0,6 | 1,1 | 0,9 | 12,2 |
| 2024-2025 | N.O. Pelicans       | 50  | 18 | 21,8 | 44,6 | 35,2 | 75,8 | 3,6 | 0,9 | 1,1 | 0,6 | 5,8  |
| 2024-2025 | Cleveland Cavaliers | 18  | 1  | 9,2  | 36,5 | 24,2 | 50,0 | 2,2 | 0,6 | 0,6 | 0,1 | 3,3  |
| Carriera  | Carriera            | 263 | 74 | 16,8 | 50,9 | 33,8 | 74,7 | 3,1 | 0,7 | 0,8 | 0,4 | 5,3  |

#### Play-off
| Anno     | Squadra             | PG | PT | MP   | TC%  | 3P%  | TL%  | RP  | AP  | PRP | SP  | PP  |
| -------- | ------------------- | -- | -- | ---- | ---- | ---- | ---- | --- | --- | --- | --- | --- |
| 2020     | Boston Celtics      | 1  | 0  | 5,7  | 50,0 | 50,0 | -    | 1,0 | 0,0 | 0,0 | 0,0 | 3,0 |
| 2022     | Chicago Bulls       | 5  | 1  | 14,3 | 17,6 | 0,0  | 50,0 | 3,0 | 0,4 | 1,8 | 0,0 | 1,4 |
| 2025     | Cleveland Cavaliers | 6  | 0  | 6,5  | 40,0 | 20,0 | 100  | 1,5 | 0,3 | 0,7 | 0,0 | 2,5 |
| Carriera | Carriera            | 12 | 1  | 9,8  | 27,6 | 15,4 | 87,5 | 2,1 | 0,3 | 1,1 | 0,0 | 2,1 |

#### Massimi in carriera
- Massimo di punti: 23 (2 volte)[9]
- Massimo di rimbalzi: 9 (3 volte)
- Massimo di assist: 4 (2 volte)
- Massimo di palle rubate: 7 vs Milwaukee Bucks (27 aprile 2022)
- Massimo di stoppate: 3 vs Charlotte Hornets (2 novembre 2022)
- Massimo di minuti giocati: 40 vs Minnesota Timberwolves (10 aprile 2022)

### G League
| Anno      | Squadra       | PG | PT | MP   | TC%  | 3P%  | TL%  | RP  | AP  | PRP | SP  | PP   |
| --------- | ------------- | -- | -- | ---- | ---- | ---- | ---- | --- | --- | --- | --- | ---- |
| 2023-2024 | S.C. Warriors | 10 | 0  | 22,2 | 48,9 | 35,5 | 82,4 | 6,8 | 0,8 | 1,3 | 0,7 | 12,8 |
| Carriera  | Carriera      | 10 | 0  | 22,2 | 48,9 | 35,5 | 82,4 | 6,8 | 0,8 | 1,3 | 0,7 | 12,8 |

### Eurocup
| Anno      | Squadra  | PG | PT | MP   | TC%  | 3P%  | TL%  | RP  | AP  | PRP | SP  | PP   |
| --------- | -------- | -- | -- | ---- | ---- | ---- | ---- | --- | --- | --- | --- | ---- |
| 2018-2019 | Ulma     | 15 | 15 | 25,3 | 53,3 | 36,1 | 74,2 | 4,5 | 1,7 | 1,5 | 0,3 | 13,9 |
| Carriera  | Carriera | 15 | 15 | 25,3 | 53,3 | 36,1 | 74,2 | 4,5 | 1,7 | 1,5 | 0,3 | 13,9 |

### Cronologia presenze e punti in nazionale
| Cronologia completa delle presenze e dei punti in Nazionale - Montenegro | Cronologia completa delle presenze e dei punti in Nazionale - Montenegro | Cronologia completa delle presenze e dei punti in Nazionale - Montenegro | Cronologia completa delle presenze e dei punti in Nazionale - Montenegro | Cronologia completa delle presenze e dei punti in Nazionale - Montenegro | Cronologia completa delle presenze e dei punti in Nazionale - Montenegro | Cronologia completa delle presenze e dei punti in Nazionale - Montenegro | Cronologia completa delle presenze e dei punti in Nazionale - Montenegro |
| Data                                                                     | Città                                                                    | In casa                                                                  | Risultato                                                                | Ospiti                                                                   | Competizione                                                             | Punti                                                                    | Note                                                                     |
| ------------------------------------------------------------------------ | ------------------------------------------------------------------------ | ------------------------------------------------------------------------ | ------------------------------------------------------------------------ | ------------------------------------------------------------------------ | ------------------------------------------------------------------------ | ------------------------------------------------------------------------ | ------------------------------------------------------------------------ |
| 24-11-2017                                                               | Podgorica                                                                | Montenegro                                                               | 66 - 79                                                                  | Spagna                                                                   | Qual. Mondiali 2019                                                      | 9                                                                        |                                                                          |
| 26-11-2017                                                               | Minsk                                                                    | Bielorussia                                                              | 67 - 91                                                                  | Montenegro                                                               | Qual. Mondiali 2019                                                      | 13                                                                       |                                                                          |
| Totale                                                                   |                                                                          | Presenze                                                                 | 2                                                                        |                                                                          | Punti                                                                    | 22                                                                       |                                                                          |